# Sobór Morski Świętego Mikołaja w Lipawie
Sobór Morski Świętego Mikołaja (łot. Liepājas Svētā Nikolaja pareizticīgo Jūras katedrāle) – świątynia prawosławna w Lipawie, w dzielnicy Karosta, dawnym porcie wojennym. Potocznie określana mianem soboru morskiego. Zbudowana na początku XX wieku, należy do dekanatu lipawskiego eparchii ryskiej Łotewkiego Kościoła Prawosławnego.

## Historia
Budowa cerkwi rozpoczęła się w czerwcu 1900, w poświęceniu gotowego budynku w sierpniu 1903 uczestniczył car Mikołaj II i jego rodzina, jeden z głównych fundatorów świątyni. Autorem projektu cerkwi był Wasilij Kosiakow, architekt z Sankt Petersburga. Sobór służył przede wszystkim żołnierzom marynarki wojennej służącym w Porcie Aleksandra III, na terenie którego się znajdował, w tym marynarzom wyjeżdżającym na dalekie rejsy oceaniczne oraz pierwszym żołnierzom służącym na łodziach podwodnych.
W czasie I wojny światowej sobór został uszkodzony, stracił część dekoracji wnętrza, gdyż niektóre ikony zostały wywiezione do innych cerkwi prawosławnych. W czasie II wojny światowej cerkiew przejęły wojska niemieckie, a z dzwonnicy zdjęły wszystkie dzwony. Po przyłączeniu Łotwy do ZSRR obiekt został pozbawiony dalszej części ozdób i zamieniony na klub dla marynarzy z miejscowej bazy Floty Bałtyckiej.
Starania o przywrócenie soborowi funkcji sakralnych rozpoczęły się w latach 80. XX wieku. 2 czerwca 1990 metropolita ryski i całej Łotwy Aleksander odprawił nabożeństwo przed zamkniętą cerkwią. We wrześniu 1991 wojsko przekazało klucze przedstawicielom Łotewskiego Kościoła Prawosławnego. Pierwsze nabożeństwo zostało odprawione w grudniu 1991, w 1997 metropolita Aleksander ponownie poświęcił budynek. Trwają w nim prace konserwacyjne i restauratorskie.

## Architektura
Budowa soboru została w dużej mierze dofinansowana przez marynarkę wojenną. Na pamiątkę tego cerkiew została wzniesiona na planie zbliżonym do łodzi. Całość wzniesiona jest na podeście z betonu. Budynek wybudowano z czerwonej i żółtej cegły. Obiekt wieńczą cztery złote kopuły zgrupowane wokół największej, centralnej. Nad głównym wejściem do cerkwi wznosi się dzwonnica. Zewnętrzne dekoracje cerkwi wykonali artyści z Petersburga, bogato dekorując ją płaskorzeźbami i złoconymi mozaikami. Podobnie wystawne były ozdoby wnętrza obiektu, wspartego na czterech łukach podpartych filarami.
Główny ołtarz soboru poświęcony jest św. Mikołajowi Cudotwórcy, tradycyjnemu patronowi marynarzy. Boczne ołtarze poświęcono natomiast św. Aleksemu oraz Objawieniu Pańskiemu.
Zbliżonym architektonicznie do cerkwi w Lipawie jest zaprojektowany przez tego samego autora budynek soboru św. Mikołaja w Kronsztadzie, również budowany przy porcie wojennym Imperium Rosyjskiego.